# Io fra tanti
Io fra tanti è il quarto singolo della cantautrice italiana Giorgia, estratto dal nono album di inediti Senza paura, e pubblicato l'11 luglio 2014 dall'etichetta discografica Dischi di cioccolata e distribuita dalla Sony.

## Il brano
(Giorgia, dal testo del brano)
Io fra tanti, scritto da Giorgia Todrani e il compagno dell'artista, Emanuel Lo, il quale ne ha curato anche la musica (e diretto il videoclip), è un brano pop intenso e vivace, un inno all'amore e al lungo ma appassionante percorso che spinge alla sua ricerca. Il 3 luglio 2014, tramite alcuni indizi fotografici sui social, Giorgia annuncia anche la realizzazione del video, diretto da Emanuel Lo, e l'entrata in rotazione radiofonica del brano dall'11 luglio 2014.

## Difficoltà vocali
Il brano si presenta vocalmente difficile per gli intervalli complessi, e la ritmica che richiede una tecnica respiratoria e di emissione dei suoni quasi impeccabile, i fraseggi nel ritornello infatti sono molto lunghi e nel bridge del brano vanno sostenute note abbastanza alte, nell'ultimo ritornello invece si salta su un Fa#4/F#5 in maniera "spericolata". Il brano seppur difficile è stato messo nella scaletta dei suoi tour come brano di chiusura dei concerti.

## Il video
In concomitanza con l'uscita in radio del brano, viene reso disponibile in esclusiva su TGcom24 il video, diretto da Emanuel Lo. Il video del nuovo singolo è ambientato nella città di Milano. La cantante, che si trova all'ultimo piano di un grattacielo, la Torre Diamante, da cui si gode una vista spettacolare su tutta la città, è vestita con grande eleganza e si aggira sullo sfondo dello skyline di Milano in una grande stanza bianca completamente vuota ma che riempie con la sua presenza. Un'altra parte del video, invece, mostra la cantante in abiti casual in mezzo alle strade di Milano, si riconosce corso Buenos Aires e, mentre canta, si vedono le immagini di tantissimi altri passanti a rappresentare i “tanti” della canzone. Molti fan della cantante sono intervenuti come comparse.

## Tracce
Download digitale
1. Io fra tanti - 3:24 (Giorgia Todrani, Emanuel Lo)

## Successo commerciale
A poche ore dalla pubblicazione, il videoclip raggiunge la prima posizione della classifica di iTunes fa i videoclip più scaricati. Il brano raggiunge inoltre la prima posizione tra i brani italiani più trasmessi dalle radio. Il 14 novembre 2014 viene certificato da FIMI disco d'oro per le 15 000 copie vendute.

## Classifiche
| Classifica (2014) | Posizione Massima |
| ----------------- | ----------------- |
| Italia            | 28                |